# Cleggan
Cleggan (irisch An Cloigeann, deutsch: „der Kopf“) ist ein Fischerdorf und Townland im Westen der Provinz Connacht im County Galway in der Republik Irland.
Beim Census 2022 lebten in Cleggan 304 Menschen.

## Lage
Cleggan liegt etwa elf Kilometer nordwestlich von Clifden an der Cleggan Bay. In die Siedlung führt die R379. Südöstlich von Cleggan liegt der Flugplatz Clifden Airfield. Von Cleggan aus gehen Fähren und Postboote nach Inishbofin und Inishturk.

## Geschichte
Der Legende nach soll der heilige Ceannanach (4./5. Jahrhundert) als Missionar in dieser Region Irlands gewirkt und in Cleggan gelebt haben. Reste eines Wachturms aus den Napoleonischen Kriegen finden sich im Hafen.
Am 28. Oktober 1927 kam es hier zum sog. Cleggan Bay Desaster. 45 Fischer verloren in dem schweren Sturm ihr Leben. Ein Gedenkstein findet sich im Ortszentrum von Cleggan.

## Sehenswürdigkeiten
- Court Tomb von Cleggan
- Megalithanlage von Knockbrack

## Söhne und Töchter der Stadt
- Micheál Mac Suibhne (um 1760–1820), Literat